# Боначелли, Паоло
Па́оло Боначе́лли (итал. Paolo Bonacelli, р. 28 февраля 1937, Чивита-Кастеллана, Лацио) — итальянский актёр театра и кино.

## Биография
Окончил Академию драматического искусства в Риме.
В театре особенно значительными оказались роли в спектаклях «Обломов» (1986, реж. Beppe Навелло), «Il ratto di Proserpina» (1986, реж. Guido De Monticelli), «Terra di nessuno» Гарольда Пинтера (1994, реж. Guido De Monticelli), «Мандрагора» Николо Макиавелли (1996), «Генрих IV» Шекспира (2007).
Наиболее известная из киноролей — герцог в драме «Сало, или 120 дней Содома» П. П. Пазолини. Играл также в фильмах Микеланджело Антониони, Дарио Ардженто, Марко Белоккио, Роберто Бениньи, Лины Вертмюллер, Дамиано Дамиани, Жака Дерэ, Джима Джармуша, Лилианы Кавани, Марио Моничелли, Алана Паркера, Франческо Рози, Этторе Скола, Уго Тоньяцци, Нери Паренти, Антона Корбейна.
На телевидении снялся в итальянском сериале «Спрут 7» (1995).

## Роли в кино
- 1964 — Труп для сеньоры
- 1965 — Миллион долларов (La congiuntura; реж. Э. Скола)
- 1966 — Приятные ночи (Le piacevoli notti; реж. А. Криспино, Л. Лучиньяри)
- 1968 — Семью семь (Sette volte sette; реж. М. Лупо)
- 1969 — Отец семейства (Il padre di famiglia; реж. Н. Лой)
- 1970 — Слёзы любви (Lacrime d’amore; реж. М. Амендола)
- 1970 — Леди Барбара (Lady Barbara; реж. М. Амендола)
- 1971 — Маддалена
- 1972 — Una prostituta al servizio del pubblico e in regola con le leggi dello stato
- 1973 — Io e lui
- 1973 — Джордано Бруно
- 1974 — Миларепа (реж. Л. Кавани)
- 1974 — Fatti di gente perbene
- 1974 — Anno uno
- 1975 — La banca di Monate
- 1975 — Сало, или 120 дней Содома (реж. П. П. Пазолини) — герцог
- 1976 — Al piacere di rivederla
- 1976 — Сиятельные трупы (Cadaveri eccellenti; реж. Ф. Рози) — доктор Максия
- 1976 — Наследство Феррамонти (L’eredità Ferramonti; реж. М. Болоньини)
- 1976 — Кто успокоил мою жену? (Cattivi pensieri; реж. У. Тоньяцци
- 1977 — Ritratto di borghesia in nero
- 1977 — Antonio Gramsci: i giorni del carcere
- 1977 — Per questa notte
- 1978 — Полуночный экспресс (реж. А. Паркер) — Рифки
- 1979 — Le buone notizie
- 1979 — Il cappotto di Astrakan
- 1979 — Христос остановился в Эболи (реж. Ф. Рози)
- 1979 — Калигула (Caligula; реж. Б. Гуччионе, Дж. Луи, Т. Брасс)
- 1980 — Игра в четыре руки (реж. Ж. Лотнер)
- 1981 — Calderón
- 1981 — Тайна Обервальда (Il mistero di Oberwald; реж. М. Антониони)
- 1982 — Delitti, amore e gelosia
- 1984 — Генрих IV (реж. М. Белоккио)
- 1984 — Обнажённое солнце
- 1985 — Д’Аннунцио
- 1985 — Non ci resta che piangere
- 1985 — Il cavaliere, la morte e il diavolo
- 1985 — Mamma Ebe
- 1985 — Un complicato intrigo di donne vicoli e delitti
- 1987 — Римини, Римини (Rimini Rimini; реж. С. Корбуччи)
- 1987 — Topo Galileo
- 1989 — Франциск (реж. Л. Кавани)
- 1990 — Eleonora Pimentel
- 1990 — Ленин: поезд (Lenin: The Train; реж. Д. Дамиани) — Зиновьев
- 1991 — Chi tocca muore
- 1991 — Ночь на Земле (реж. Дж. Джармуш) — пассажир-священник
- 1992 — Джонни-зубочистка (реж. Р. Бениньи)
- 1992 — Надеюсь, что легко отделаюсь (Io speriamo che me la cavo; реж. Л. Вертмюллер)
- 1993 — Mille bolle blu
- 1994 — Klon
- 1994 — Плюшевый мишка (реж. Ж. Дере)
- 1995 — Рождественские каникулы'95
- 1995 — Tutti gli anni una volta l’anno
- 1996 — Синдром Стендаля (La sindrome di Stendhal; реж. Д. Ардженто)
- 1997 — Il figlio di Bakunin
- 1999 — Una furtiva lacrima
- 1999 — Грязное бельё (реж. М. Моничелли)
- 2000 — Пурпурная дива
- 2002 — Gli astronomi
- 2003 — The accidental detective
- 2003 — ААААхилл (реж. Дж. Альбанезе)
- 2004 — 13dici a tavola
- 2006 — Миссия невыполнима 3
- 2010 — Американец